# Polistes asterope-narupi
Polistes asterope-narupi är en getingart som beskrevs av Peterson 1990. Polistes asterope-narupi ingår i släktet pappersgetingar, och familjen getingar. Inga underarter finns listade i Catalogue of Life.